# Санто-Стефано-деи-Кавальери
Санто-Стефано-деи-Кавальери (итал. Santo Stefano dei Cavalieri — церковь Святого Стефана рыцарей) — церковь, расположенная на Пьяцца-деи-Кавальери (Рыцарской площади) рядом с Палаццо деи Кавальери в центре Пизы (Тоскана).

## История
Церковь возводили для кавалеров (рыцарей) Ордена святого Стефана I, основанного великим герцогом Тосканским Козимо I для борьбы с сарацинским пиратством в Средиземноморье в память о выигранной битве с французскими войсками при Монтемурло, 1 августа 1537 года.

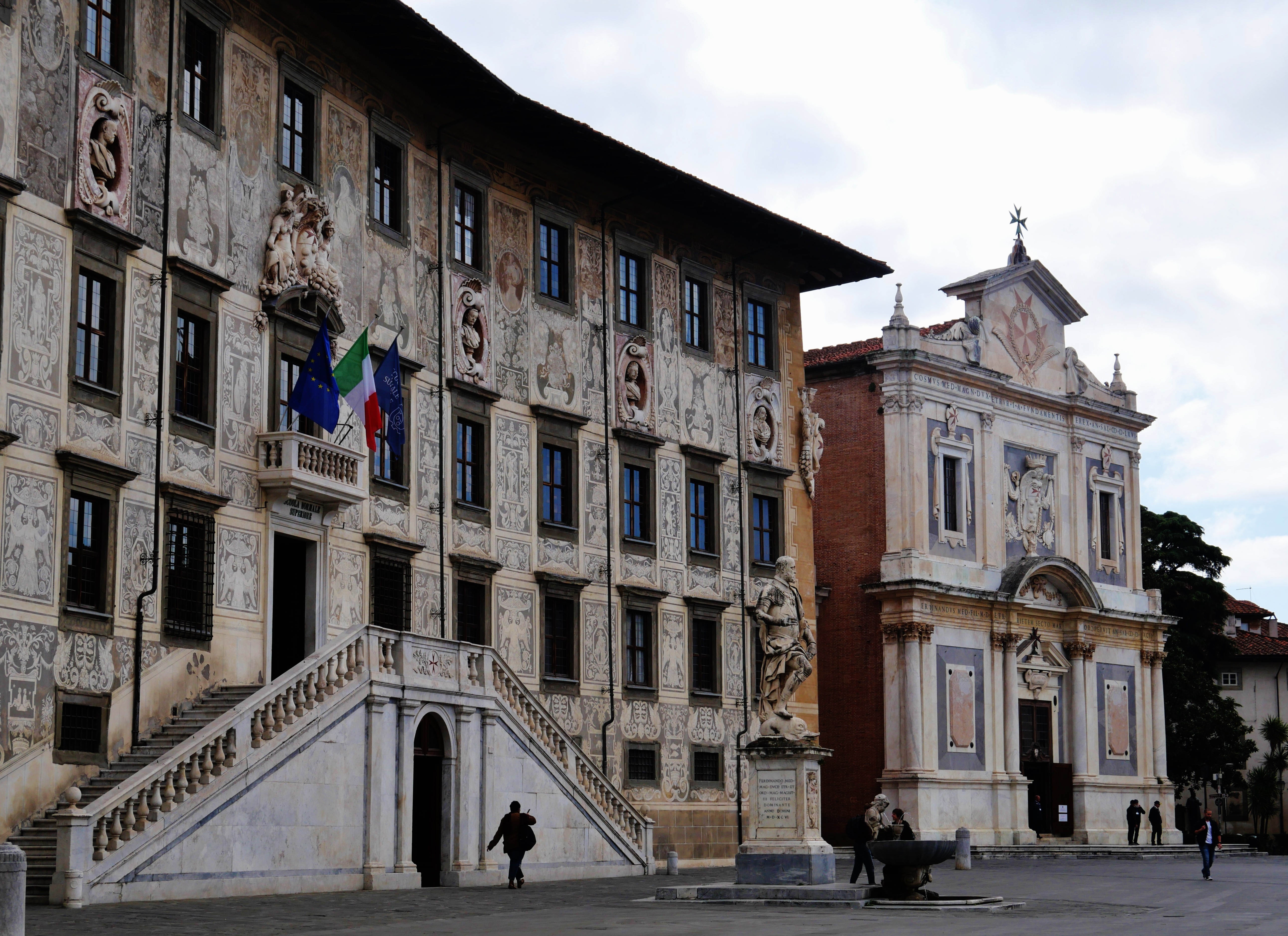
Здание церкви рядом с Палаццо деи Кавальери (слева) и памятником великому герцогу Козимо I

Строительство церкви началось 17 апреля 1565 года. Проект, разработанный Джорджо Вазари и Давидом Фортини, заключался в строительстве церкви на месте более старой под названием Сан-Себастьяно-алле-Фаббрике-Маджори (San Sebastiano alle Fabbriche Maggiori), которая датируется как минимум 1074 годом. Новая церковь на этом месте была освящена 21 декабря 1569 года. Фасад, облицованный белым, зеленоватым и розовым мрамором, спроектирован Доном Джованни Медичи, незаконнорожденным сыном Козимо I, с помощью Алессандро Пьерони; их проекты были выбраны вместо первоначального плана Вазари. Фасад включает герб Медичи и крест Святого Стефана. Надпись отмечает завершение стройки во время правления Фердинандо I Медичи.
Кампанила (колокольня), также спроектированная Вазари, была завершена к 1572 году Джованни Фанчелли. Проект нефа и главного алтаря создан Пьером Франческо Сильвани. В течение следующих двух столетий осуществлено множество изменений и дополнений, включая планы Герардо Мечини, Паоло Гвидотти, Раньери Герарди, Торпе Донати, Алессандро Герардески, Флоридо Галли, Никколо Матаса и Паскуале Поччианти. Окончательная реконструкция 1859 года, завершённая после упразднения ордена, придала интерьеру более строгий вид.

## Интерьер
В церкви выставлены трофейные знамёна, захваченные во время морских столкновений с сарацинскими пиратами. Купель (фонте) для омовений (1568) создана Джованни Фанчелли по эскизам Вазари.
На контрфасаде находятся пять монохромных картин с историями жизни Святого Стефана, папы и мученика, в том числе одна, прославляющая вступление в Тоскану герцога Фердинандо I Медичи 31 марта 1588 года. Фердинандо заказал деревянный потолок, работу выполнил Бартоломео Аттичиати (1604).
На потолке укреплены шесть картин на дереве, изображающих эпизоды исторических событий, в которых участвовал Орден Святого Стефана, в том числе «Предоставление униформы Козимо I Медичи» Чиголи, «Возвращение флота из битвы при Лепанто и разграбление Превезы» Якопо Лигоцци, «Отправление Марии Медичи в Ливорно» Аллори, «Победа на греческом архипелаге» и «Взятие Боны» Эмполи.
Кафедра завершена в 1627 году Кьяриссимо Фанчелли. На ней находится картина пизанца Аурелио Ломи «Мадонна с Младенцем и святыми Иосифом и Стефаном» (1593) и изображение дворца кавалеров ордена.
Главный алтарь (1702—1709) спроектирован и выполнен Джованни Баттистой Фоджини со статуей Святого Стефана и аллегорическими фигурами Религии и Веры, бронзовый трон украшен рельефом с изображением Обезглавливания Святого Стефана. Справа находится картина Джорджо Вазари «Погребение Святого Стефана» (1571), а справа — «Рождество Христа» (1564) Аньоло Бронзино.
В сакристии находится скульптурная группа Фоджини, изображающая Святого Стефана с аллегорией Разума и Троицы (1683), созданная по случаю переноса тела святого в эту церковь в 1682 году. Капелла Святого Причастия была завершена в 1837 году Флоридо Галли.
В церкви имеются три органа, первый из которых был изготовлен в 1571 году кортонским органистом Онофрио Дзеффирини. Слева находится орган сиенского мастера Аццолино Бернардино делла Чиаджа, реконструированный в 1733 году. В 1931 году Джованни Тамбурини дополнительно построил новый орган. Органистом церкви с 1616 по 1624 год был композитор Джованни Беттини.

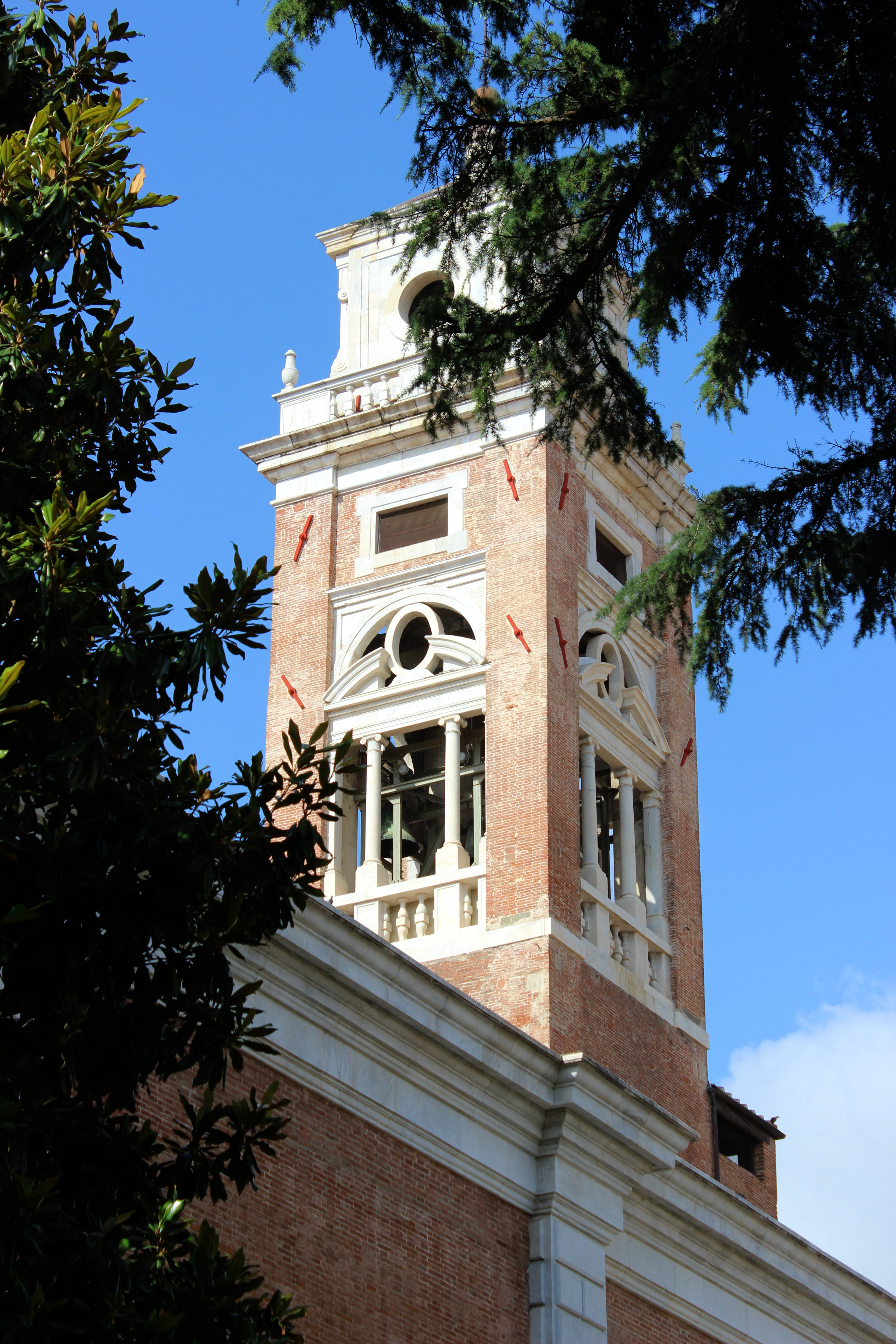
Кампанила
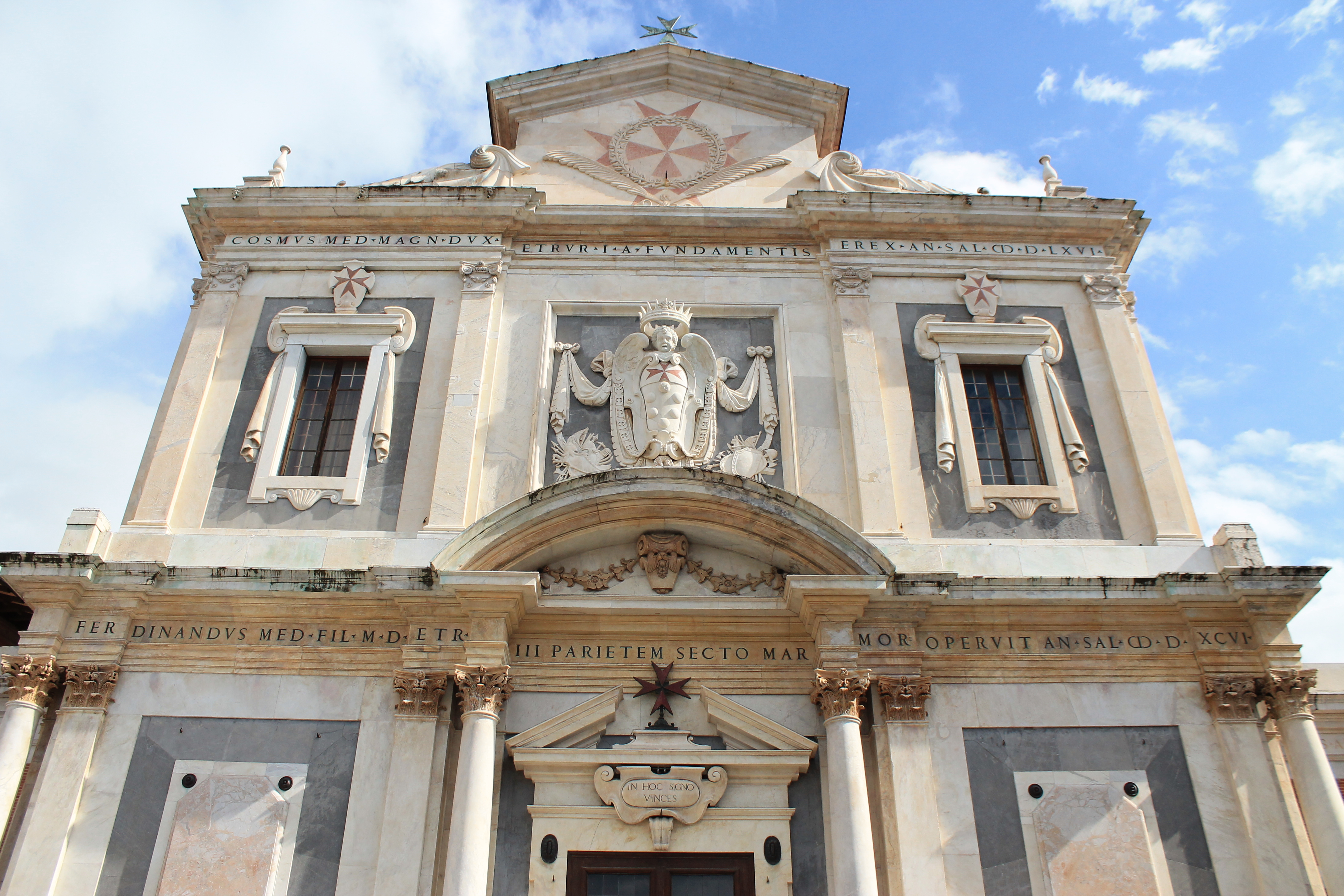
Деталь фасада с гербом семьи Медичи и крестом ордена Святого Стефана
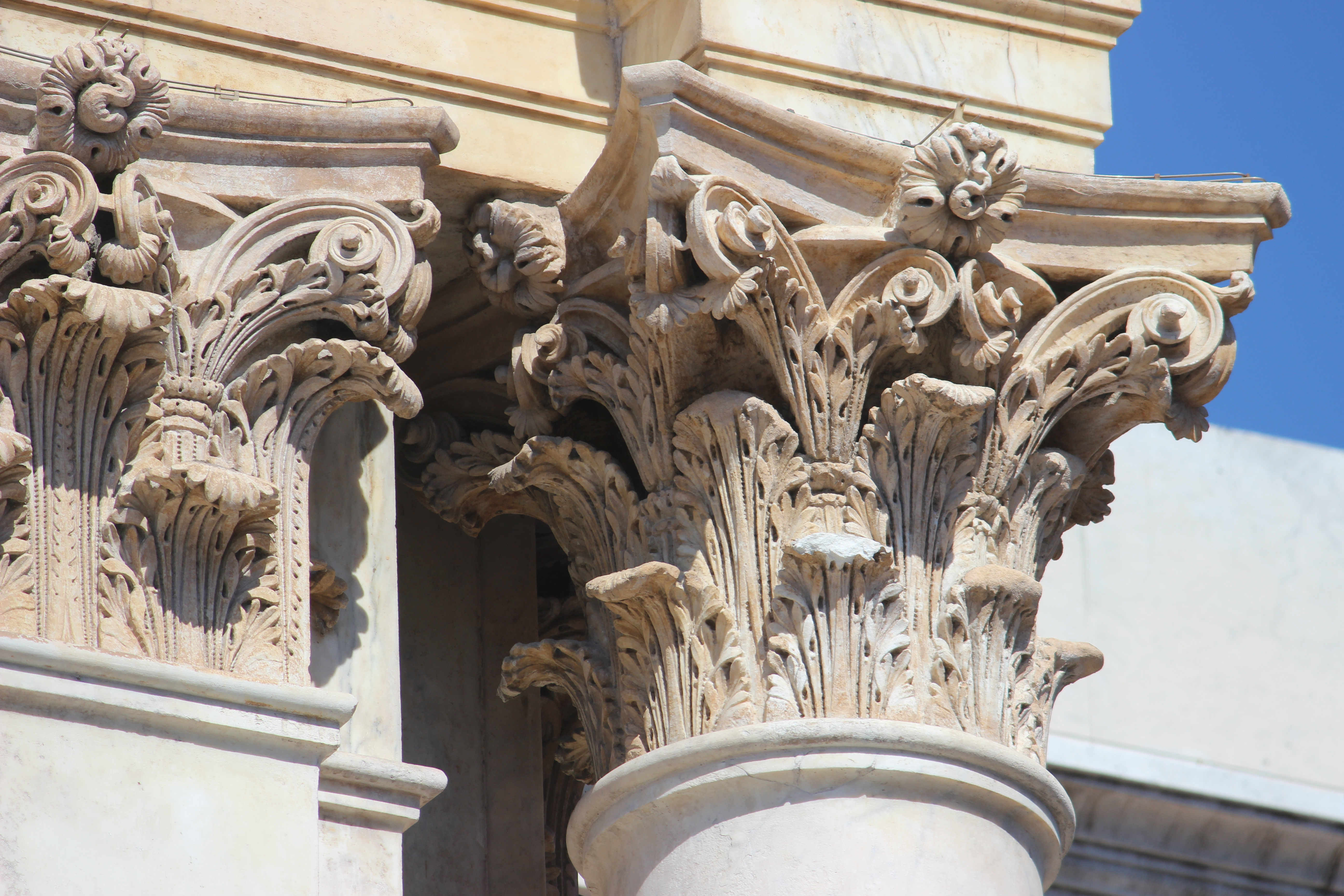
Капители фасада
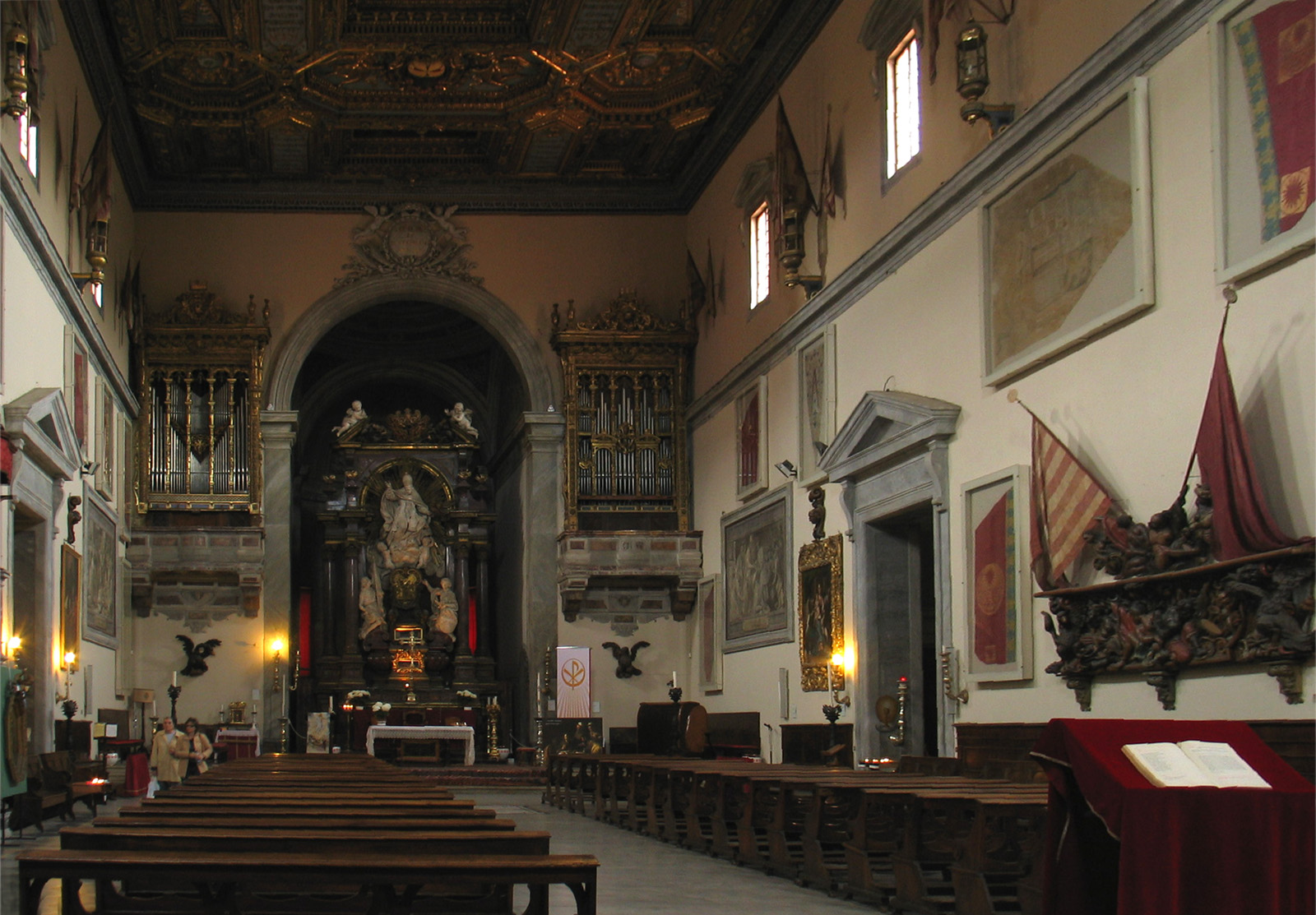
Интерьер
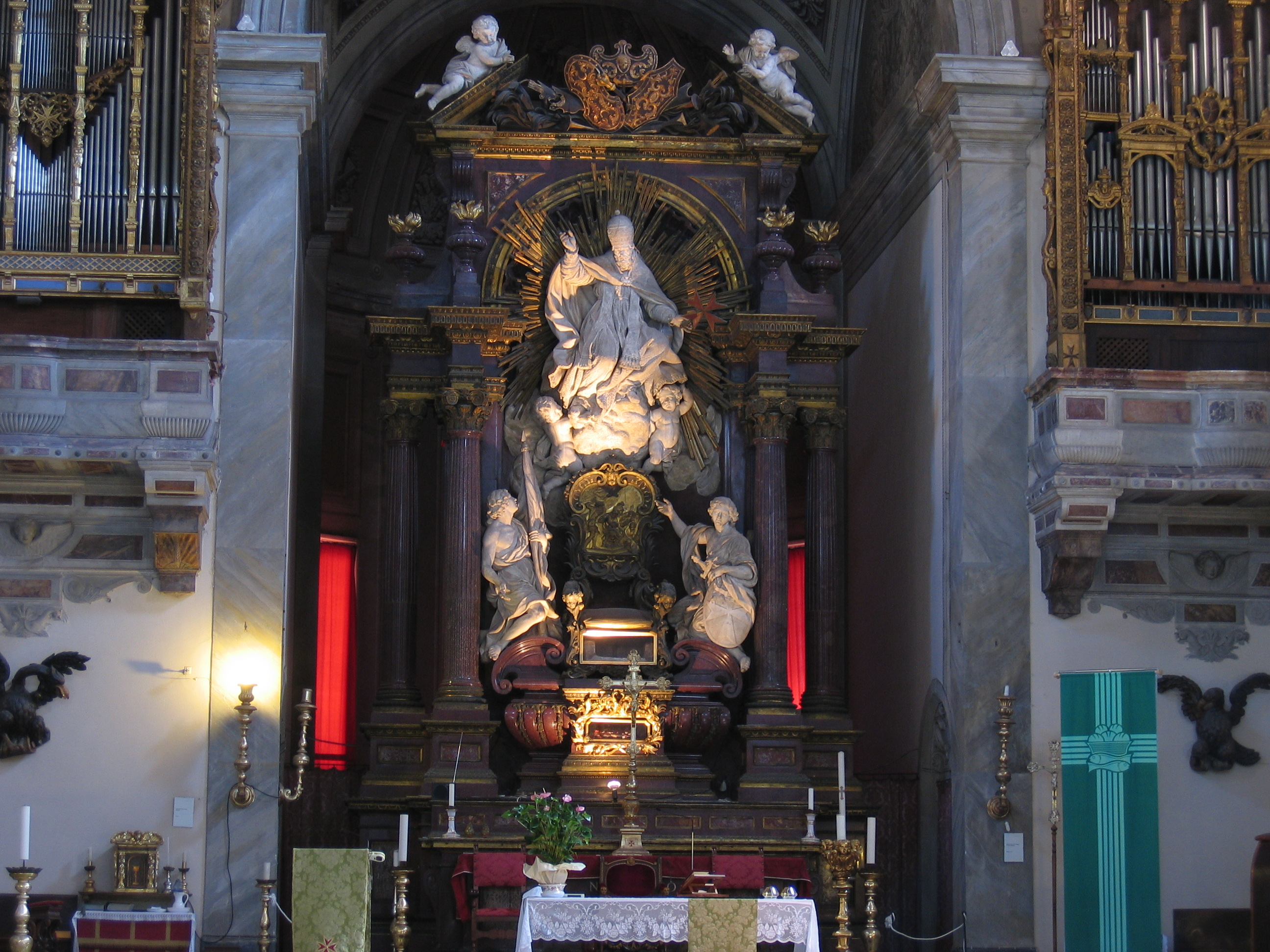
Главный алтарь
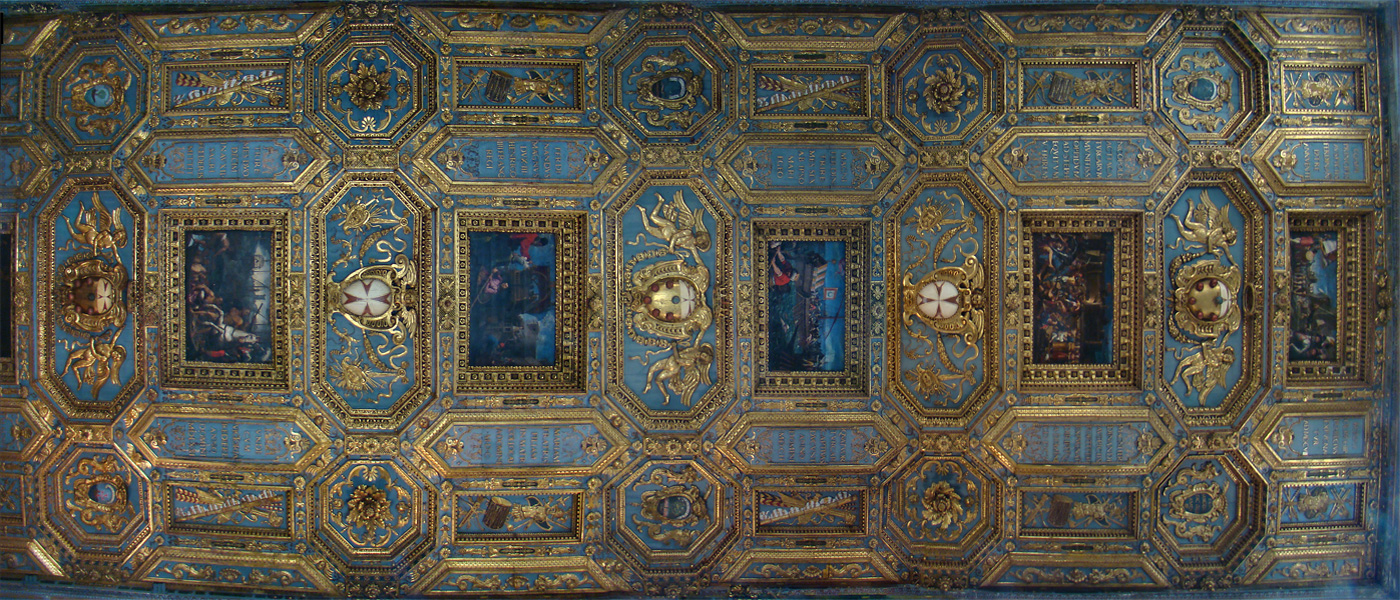
Плафон (резной потолок церкви)
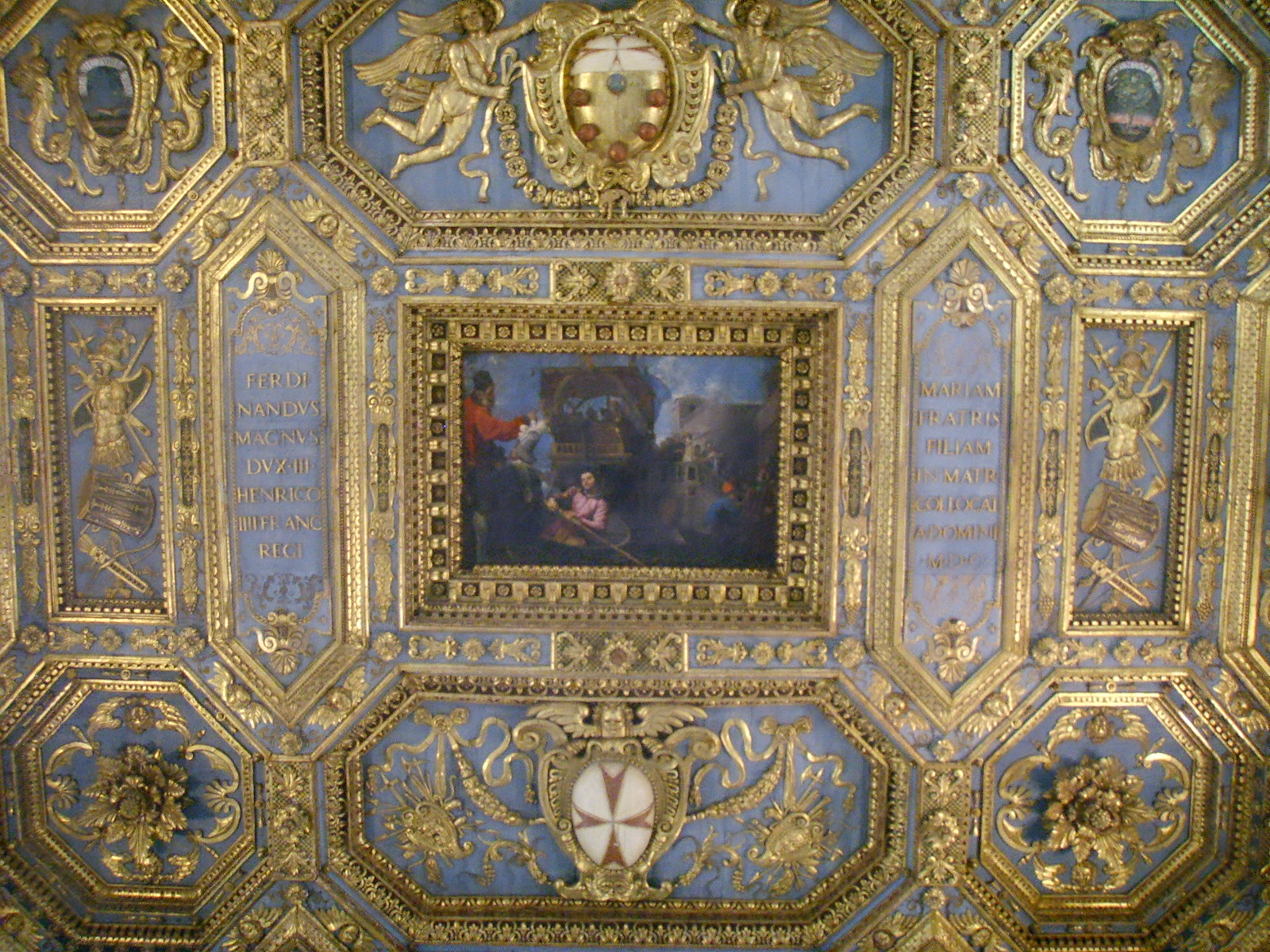
Деталь плафона
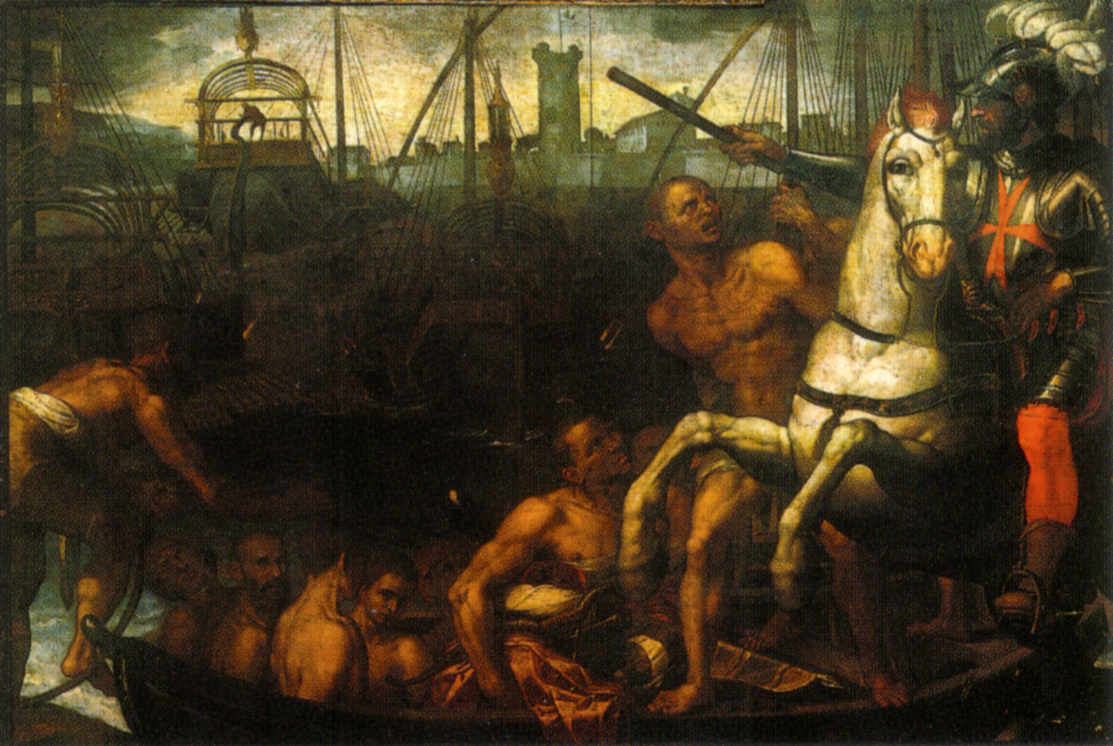
Я. Лигоцци. Возвращение рыцарей ордена Святого Стефана после битвы при Лепанто. 1604. Холст, масло
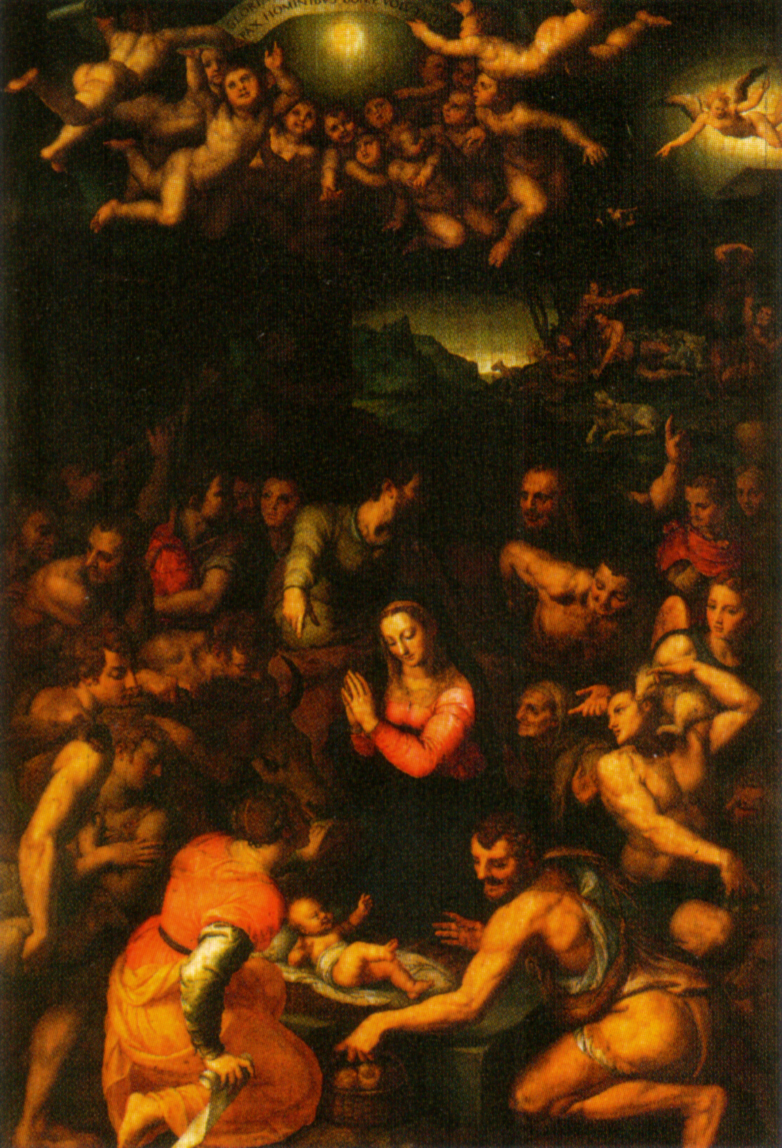
Бронзино. Рождество Христа
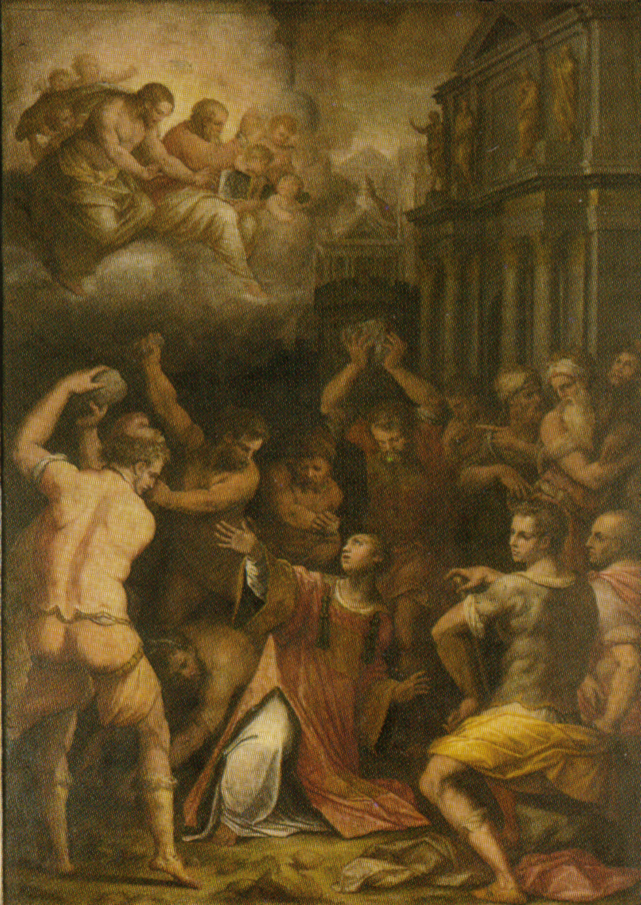
Дж. Вазари. Побивание камнями Святого Стефана
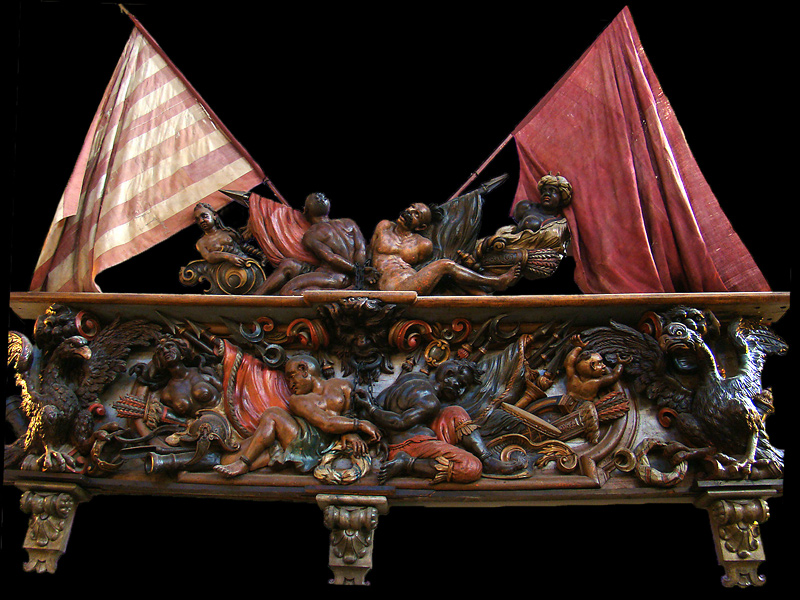
Фрагменты украшения корабля, сражавшегося против турок
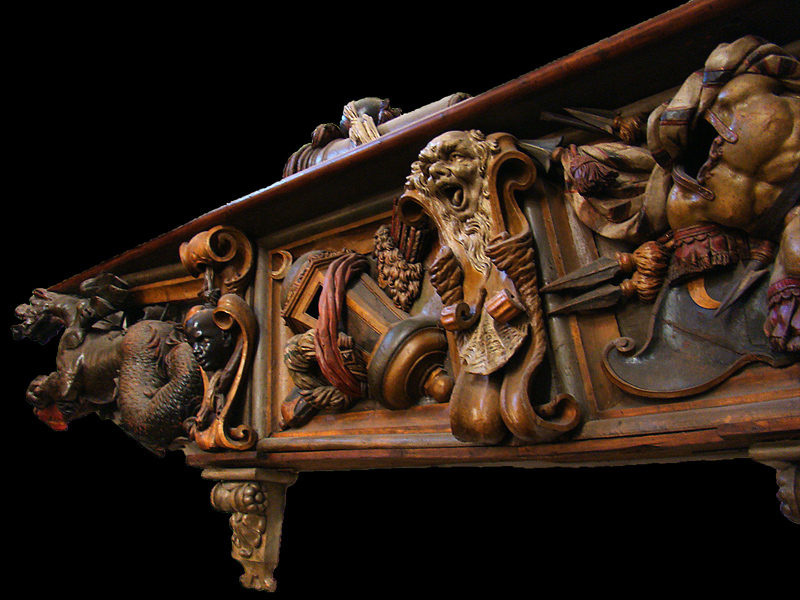
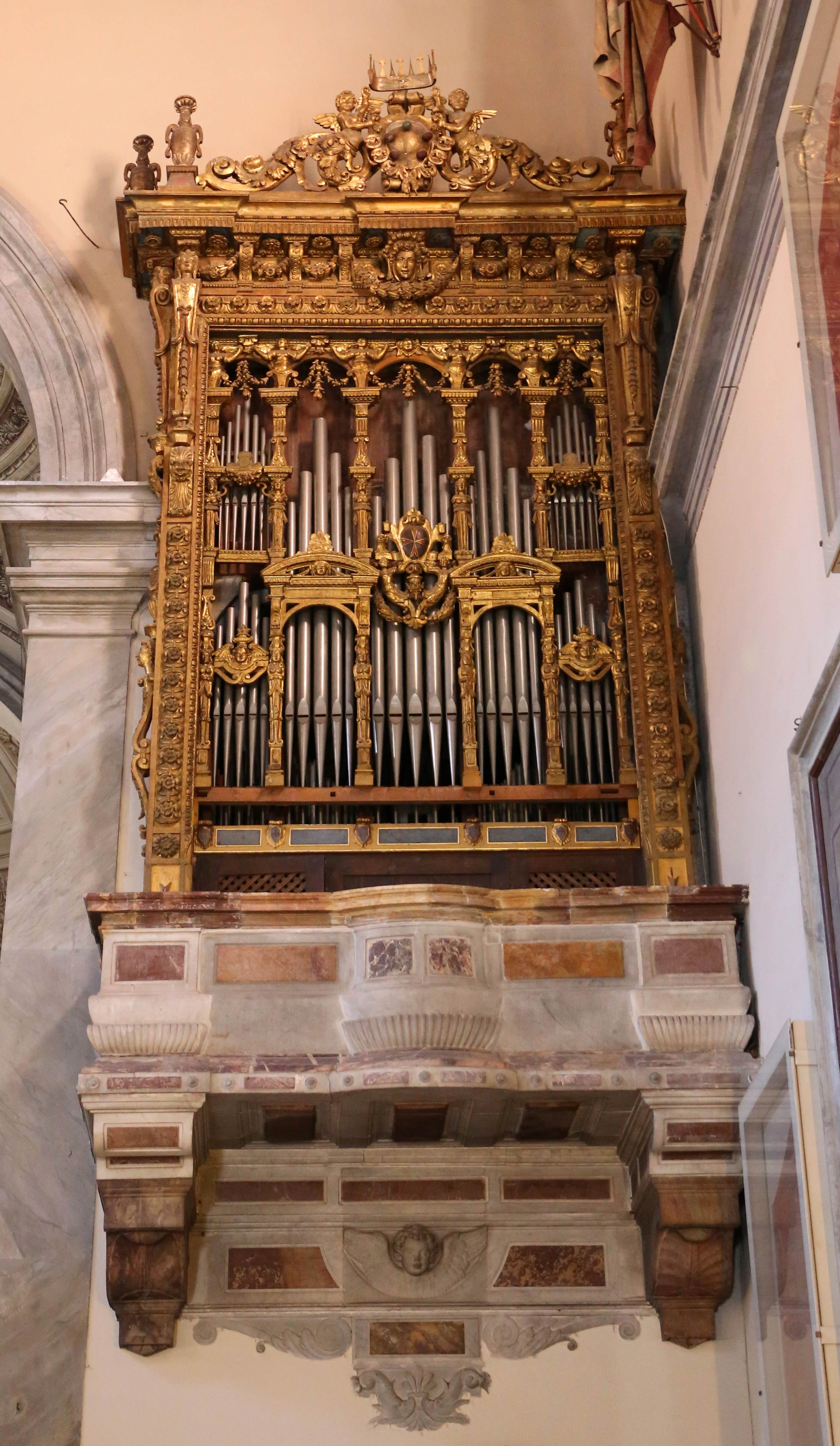
Oрган О. Дзеффирини. 1571